# Nasreddine Kraouche
Nasreddine Kraouche, nacido el 27 de agosto de 1979 en Thionville en Lorena (Francia), es un futbolista mediocampista argelino que, en el año 2005, jugaba para el R. Charleroi S.C.. También jugó para el K.A.A. Gent de Bélgica.
- Datos: Q728950
- Multimedia: Nasrédine Kraouche / Q728950